# Никола Бор
Никола Бор — деревня в Торжокском районе Тверской области, входит в состав Тверецкого сельского поселения.

## География
Деревня находится в 4 км на юго-запад от центра поселения посёлка Тверецкий и в 33 км на север от города Торжка. 

## История
Каменная церковь во имя Николая Чудотворца на погосте Никола-Бор возведена по проекту (возможно) архитектора И. Нефедьева в 1853-1864 годах на средства прихожан вместо обветшалой деревянной обители 1695 года постройки, которая позднее была разобрана на дрова. Церковь закрыта в 1930-х годах.
В конце XIX — начале XX века погост Никола Бор входил в состав Раменской волости Новоторжского уезда Тверской губернии. 
С 1929 года деревня входила в состав Раменского сельсовета Торжокского района Тверского округа Московской области, с 1935 года — в составе Калининской области, с 1994 года — в составе Тверецкого сельского округа, с 2005 года — в составе Тверецкого сельского поселения.

## Население
| 1859 | 2002 | 2010 |
| ---- | ---- | ---- |
| 18   | ↘2   | ↘0   |

## Достопримечательности
В деревне находится недействующая Церковь Николая Чудотворца (1864).